# Nanotyrannus
Nanotyrannus is een geslacht van uitgestorven vleesetende theropode dinosauriërs, behorend tot de groep van de Tyrannosauridae, dat tijdens het Laat-Krijt leefde in het gebied van het huidige Noord-Amerika. De enige benoemde soort, Nanotyrannus lancensis, vertegenwoordigt volgens sommige wetenschappers slechts het jong van Tyrannosaurus.

## Vondst en naamgeving

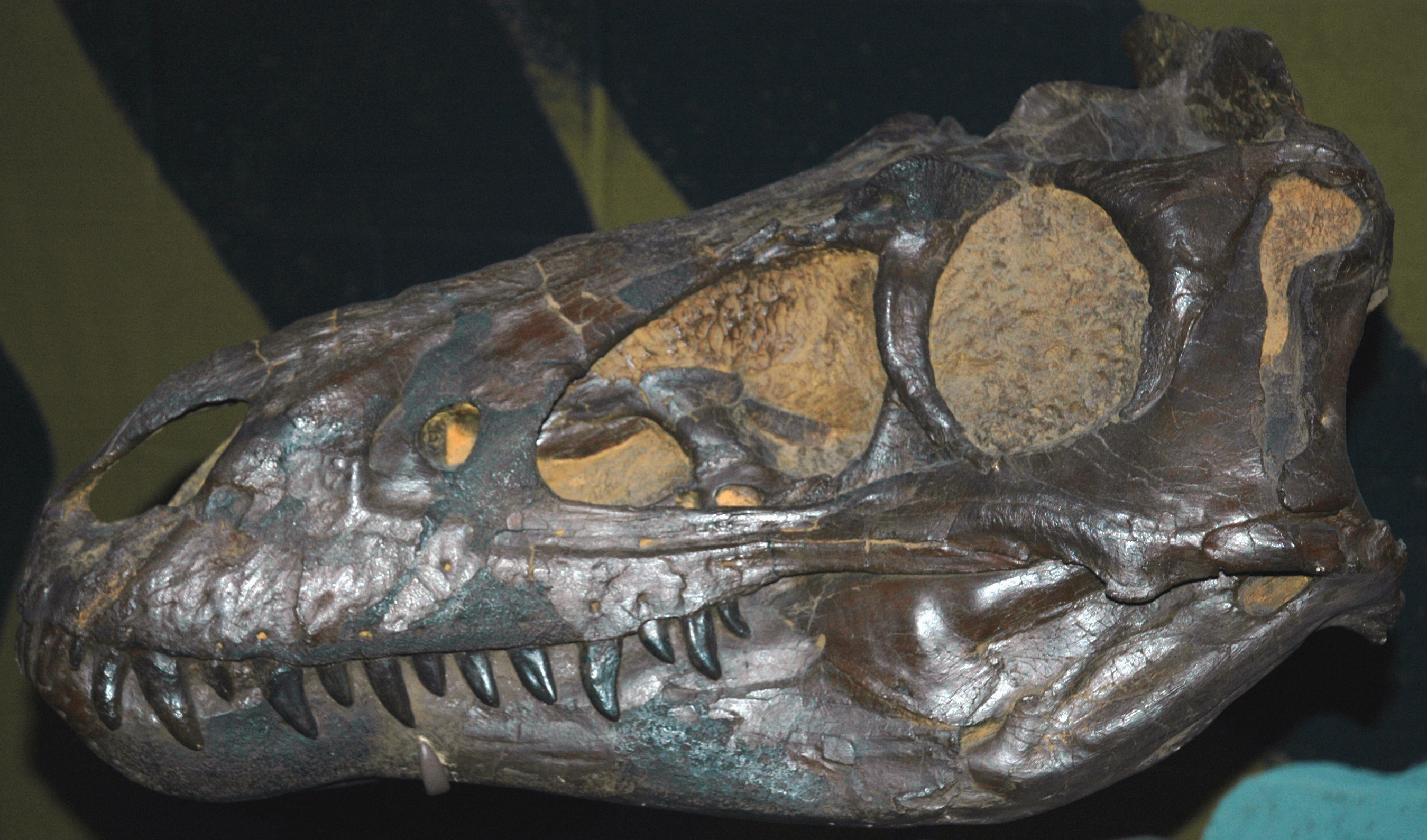
CMN 7541

In 1942 werd door paleontoloog David Hosbrook Dunkle in Montana bij de Sand Creek in Carter County de schedel gevonden van een theropode. In 1946 werd het fossiel, specimen CMN 7541, door Charles Whitney Gilmore postuum benoemd en beschreven als een nieuwe soort van Gorgosaurus: Gorgosaurus lancensis. De soortaanduiding verwijst naar de Lanceformatie uit het late Maastrichtien waarin het dier opgegraven werd. G. lancensis werd door latere onderzoekers soms in andere genera geplaatst. Oskar Kuhn maakte er in 1965 een Deinodon lancensis van. Alan Jack Charig hernoemde het in 1967 tot een Aublysodon lancensis. Dale Alan Russell bracht het in 1970 bij Albertosaurus onder als een Albertosaurus lancensis.
In 1988 concludeerde een studie door Robert Thomas Bakker, Phil Currie, en Michael Williams dat de soort niet verwant was aan Gorgosaurus of Albertosaurus maar aan Tyrannosaurus rex, die in dezelfde formatie voorkomt. Het specimen werd daaraan echter niet toegewezen want men meende aan de vergroeiing van de beennaden te kunnen vaststellen dat het een volwassen exemplaar betrof met een geschatte lengte van 5,2 meter, veel korter dan de twaalf meter die Tyrannosaurus kan bereiken. Het zou dus om een 'dwergtyrannosaurus' gaan, een Pygmy Tyrant die de passende naam Nanotyrannus kreeg. Deze geslachtsnaam is afgeleid van het Latijnse nanus, 'dwerg', en het Klassiek Griekse tyrannos, 'alleenheerser'.
In 1999 bleek uit hernieuwd onderzoek door Thomas Carr dat het toch een jong dier betrof. Daaruit werd door veel paleontologen de conclusie getrokken dat het wel het jong van Tyrannosaurus zou zijn. Volwassen exemplaren van Nanotyrannus zijn namelijk niet bekend en kleine exemplaren die aan Tyrannosaurus zijn toegewezen, hebben alle in min of meerdere mate de kenmerken van Nanotyrannus.

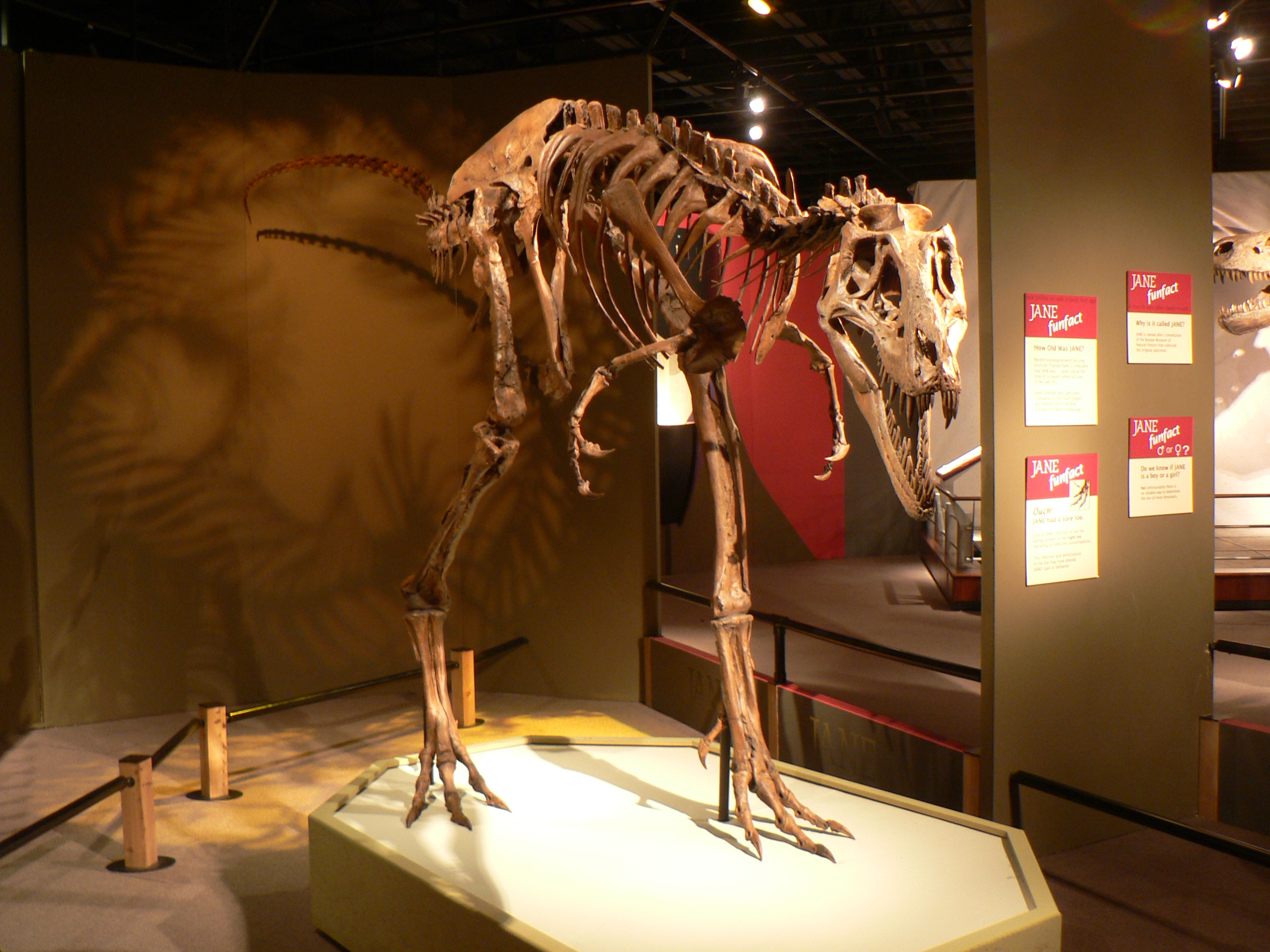
Jane toont hoe smal haar schedel is

Het vraagstuk kreeg opnieuw aandacht door de vondst in 2001 door linguïst William Harrison en huisvrouw Carol Tuck van Jane, specimen BMRP 2002.4.1, een veel vollediger skelet, eenenvijftig procent compleet, van een jong dier dat in groeifase met CMN 7541 overeenkwam en gezien de groeiringen van het bot elf jaar oud bleek te zijn. Ook de postcrania, de delen achter de schedel, bleken geen kenmerken te bezitten die strijdig waren met een toewijzing aan Tyrannosaurus. Hierop werd de hypothese dat Nanotyrannus een jonger synoniem is van Tyrannosaurus rex door de meeste wetenschappers omarmd hoewel er nog enkele onderzoekers zijn, zoals Bakker en Currie, die de status van aparte soort voor Nanotyrannus verdedigen. In 2015 werd gemeld dat ook een gedetailleerde studie van Jane uitwees dat het om een Tyrannosaurus rex ging. In 2011 rapporteerde Lawrence Witmer na een CAT-scan van CMN 7541 dat het holotype in bepaalde kenmerken erg op Tyrannosaurus rex leek maar dat andere eigenschappen, zoals het patroon van luchtholten in de hersenpan, afwijkend zijn van wat tot nu toe van T. rex bekend was, zodat hij nog steeds geen duidelijke conclusie kon trekken. Door de stroom aan nieuw tyrannosauride materiaal uit het gebied zijn opnieuw jonge dieren gevonden waarvan de studie nog gaande is. Een gelijkaardige problematiek doet zich voor in de relatie tussen Alioramus en Tarbosaurus.
In 2016 stelde Joshua Schmerge dat de horizontale groeve op de buitenkant van het dentarium zo afweek van die van Tyrannosaurus dat geconcludeerd moest worden dat Nanotyrannus een apart taxon vertegenwoordigde. Dit werd onmiddellijk weersproken door verschillende experts die erop wezen hoe variabel dit kenmerk was en dat Nanotyrannus ook in dit opzicht slechts een typisch jeugdige tyrannosauride morfologie toont. In 2020 stelde een studie dat twee jonge exemplaren van Tyrannosaurus nog duidelijk in de groei waren maar wel kenmerken van Nanotyrannus vertoonden wat als een aanwijzing gezien werd dat beide taxa identiek waren. In 2024 voerde Nicholas Longrich een aantal argumenten aan die voor de geldigheid van Nanotyrannus pleiten. Nanotyrannus deelt geen autapomorfieën met Tyrannosaurus, dus er is geen strikt bewijs voor een identiteit. Wel zijn er zo'n 150 verschillen die lang niet allemaal door een jongere leeftijd verklaard kunnen worden als we kijken naar de bekende groeireeksen bij Tarbosaurus. Overgangsvormen zijn niet bekend. Grotere exemplaren van Nanotyrannus zijn weliswaar nog onvolgroeid maar ze tonen een duidelijke groeivertraging terwijl bij Tyrannosaurus van hetzelfde formaat de groeispurt nog moet beginnen. Extrapolatie van hun groeicurve wijst op een eindgewicht van maximaal een twee ton, niet de acht ton van Tyrannosaurus. Het model van Carr vereist dat zich bij Tyrannosaurus op dit punt in korte tijd enorme veranderingen in de proporties en morfologie moeten hebben voorgedaan, meer dan van welk ander lid van de hele Amniota bekend zijn. Hoewel er geen hele schedels van jonge tyrannosauri beschreven zijn, is er wel fragmentarisch materiaal gevonden dat afwijkt van Nanotyrannus maar overeenkomt met volwassen dieren, zoals in de brede neus. In 2025 stelde ook Gregory S. Paul dat Nanotyrannus een apart taxon was. Dat te ontkennen zoals Carr deed zou volgens Paul het opleggen van een totaal onwaarschijnlijk "Teleostei-model" zijn want alleen bij deze basale vissen kan men bij de rijping zulke sterke krimp van lichaamsdelen aantreffen.
Naast de twee grote specimina zijn er ook losse tanden aan Nanotyrannus toegewezen.

## Beschrijving

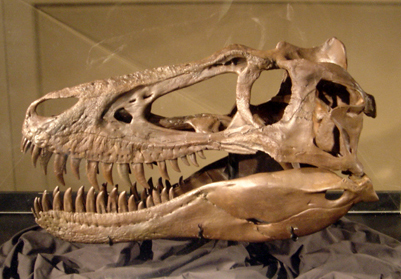
De eerste replica van de schedel van Jane

De schedel van Nanotyrannus lijkt oppervlakkig gezien niet veel op die van Tyrannosaurus. Hij is veel platter en langwerpiger en mist de typische verbreding aan de achterkant. Dit zijn echter kenmerken die men bij jonge theropoden zou verwachten; in deze groep neemt bij het volwassen worden de snuitlengte af. Bij Tyrannosaurus hebben grotere exemplaren relatief extra brede schedels. Nanotyrannus heeft vijftien tanden in de maxilla en het dentarium tegenover veertien bij Tyrannosaurus maar opnieuw kan dit verklaard worden uit de leeftijd: grotere tyrannosauri hebben minder tanden.

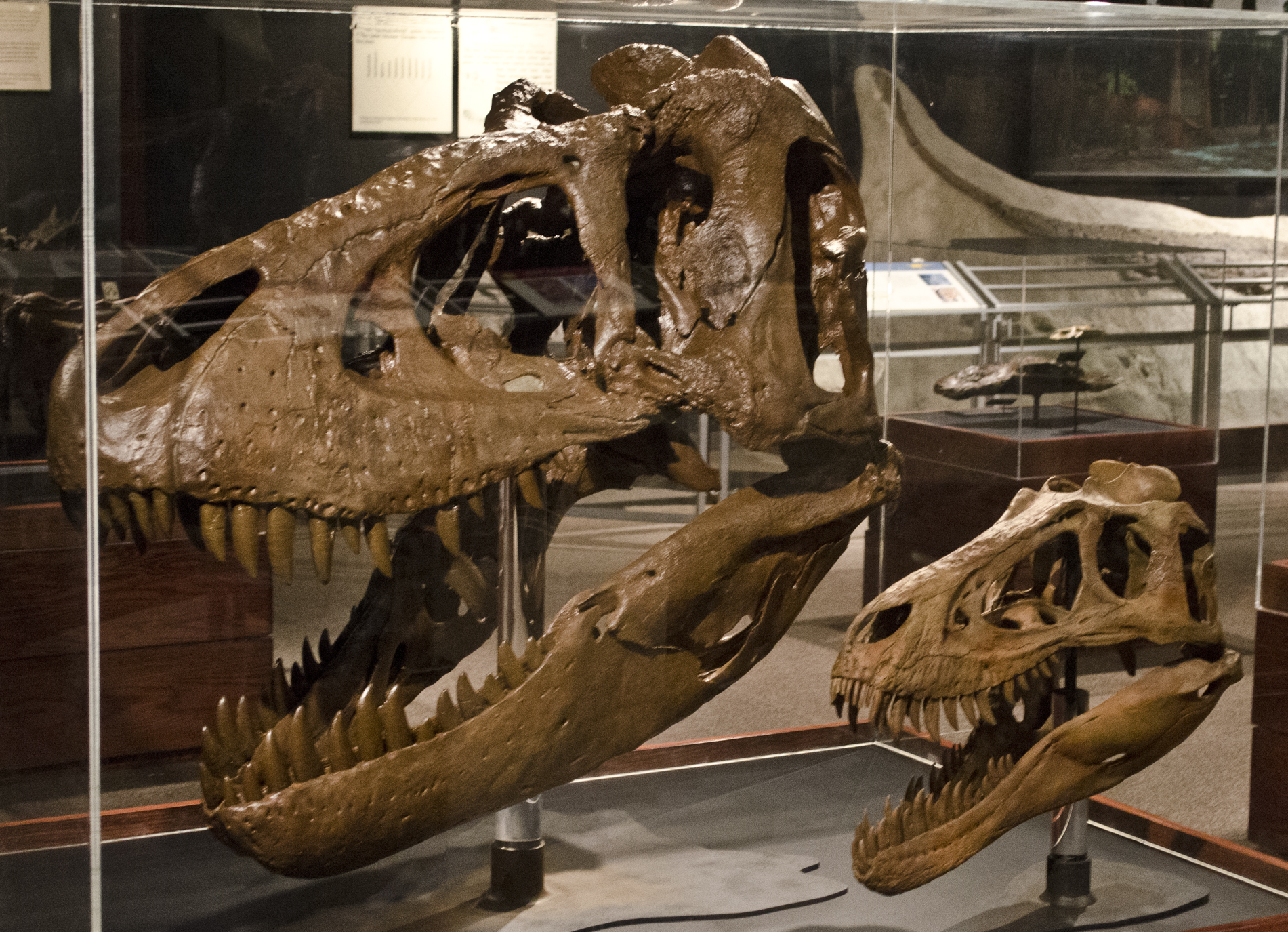
Jane vergeleken met een grote tyrannosaurusschedel

Volgens een studie van Carr uit 2004 vertegenwoordigt CMN 7541 slechts een groeifase van Tyrannosaurus, die gekenmerkt wordt door een verdiepen van het dentarium, het vergroeien van de wandbeenderen met de voorhoofdsbeenderen en het naar voren uitgroeien van de middenkam op het hoofd tot over de voorhoofdsbeenderen. 
Longrich wees in 2024 op een aantal opvallende verschillen waarvoor een ontologische verklaring niet direct voor de hand lag. De fenestra maxillaris van de snuit is bij Tyrannosaurus veel groter en ligt lager en meer voorwaarts in een plooi van de buitenwand welke ook de fenestra promaxillaris helemaal in zijaanzicht bedekt. Bij Nanotyrannus is die helemaal zichtbaar. Bij Tyrannosaurus is de eerste maxillaire tand opvallend groot maar bij Nanotyrannus juist gereduceerd. Het patroon van de gepaarde neusbeenderen in bovenaanzicht wijkt tussen beide taxa sterk af. Bij Tyrannosaurus hebben die lange smalle voorste takken, achter de neusgaten verbreden de nasalia zich sterk om na een brede welving uit te lopen in smalle takken naar de voorhoofdsbeenderen. Nanotyrannus heeft brede korte voorste takken, is smal en plat achter de neusgaten om breed uit te lopen naar achteren. Ook heel anders is de bouw van de traanbeenderen. Bij Tyrannosaurus is het traanbeen sterk gepneumatiseerd maar desalniettemin is de hoorn zeer laag en de pneumatische opening klein. Bij Nanotyrannus is de hoorn hoog en de pneumatische uitholling juist groot. De hoorn zou een signaalfunctie kunnen hebben gehad, als een soortonderscheid met Tyrannosaurus. In de onderkaak is bij Tyrannosaurus de tweede dentaire tand erg groot maar bij Nanotyrannus juist klein.
Longrich wees nog speciaal op drie kenmerken die lastig te verenigen zijn met de hypothese dat het slechts om jonge dieren van Tyrannosaurus zou gaan. De voorste punt van het ploegschaarbeen is bij Nanotyrannus duidelijk verticaal dikker. Een verdunning zou men niet verwachten als de snuit later robuuster moet worden. Bij Tyrannosaurus is de schedel sterker gepneumatiseerd. Daarbij liggen de ingangen van de uitlopers van de luchtzakken op andere posities dan bij Nanotyrannus. Het is moeilijk te verklaren hoe die openingen konden verschuiven. Het vreemdst is dat de handklauwen van Nanotyrannus in absolute zin veel groter zijn dan die van Tyrannosaurus hoewel die volwassen tweemaal zo lang is. Nanotyrannus mist dus de befaamde extreem korte armpjes. Bij geen enkele overige gewervelde soort nemen de handklauwen in grootte af tijdens de rijping en het is ook lastig een plausibel resorptiemechanisme hiervoor te bedenken dat in korte tijd de beenkernen zou kunnen reduceren.
G.S. Paul stelde in 2025 dat er twee te onderscheiden taxa waren. De typesoort zou gekenmerkt worden door een hoge snuit, een niet sterk verlengd voorste bovenkaaksbeen, de fenestra antorbitalis en de oogkas zijn groot, de slaapzone is breed, het surangulare is kort, er zijn vijftien maxillaire en zestien dentaire tanden. Volgens Paul is er nog een tweede soort, een Nanotyrannus sp. met een lage snuit, een verlengd voorste bovenkaaksbeen, een kleine fenestra antorbitalis en oogkas, een lang surangulare, vijftien maxillaire en zeventien dentaire tanden. Mogelijke specimina van dit type zijn BMRP2002.4.1, 2006.4.4?, HRS08 en 15001.

## Fylogenie
Ook degenen die Nanotyrannus als een aparte soort beschouwen, zien het vaak als het zustertaxon van Tyrannosaurus binnen de Tyrannosaurinae. Dat geldt echter niet voor Bakker die Nanotyrannus buiten de Tyrannosauridae plaatste. Dat wordt min of meer bevestigd door Longrich in 2024 die in analyses Nanotyrannus of als zustertaxon van de Tyrannosauridae vond of als basaal staand in de Tyrannosaurinae. Volgens Paul had Nanotyrannus een basale positie in de Eutyrannosauria en was hij vermoedelijk afkomstig uit Appalachia.

## Levenswijze
Longrich stelde dat in de meeste ecosystemen van het Opper-Krijt van Azië en Laramidia een grotere en kleinere tyrannosauriër voorkwamen, wat door hem als een argument gezien werd dat ook Tyrannosaurus zijn habitat met een minder reusachtige vorm gedeeld zou hebben. Volgens Bakker zou de kleinere Nanotyrannus in jachtgroepen gejaagd hebben. Ook als het slechts om jonge tyrannosauri zou gaan is dit een mogelijke jachtmethode waarmee de juveniele dieren toch grotere prooi konden verschalken. Een alternatieve niche is die van jager op kleinere prooidieren.